# Juan Pueyrredon
Juan Pueyrredon, argentinski general in politik, * 18. december 1777, † 13. marec 1850.